# سراج الدين الوراق
سراج الوراق (615 - 695 هـ = 1219 - 1296 م)، هو أبو حفص عمر بن محمد بن الحسن الوراق المصري، شاعر مصر في عصره، كان كاتبا للدرج لدى أمير مصر (يعنى به والي القاهرة) سيف الدين بن إسباسلار.

## مؤلفاته
- ديوان شعر كبير، في سبعة مجلدات، اختار منه الصفدي في "لمع السراج"
- نظم درة الغواص، وشرحه[5]

## وفاته
توفي السراج الوراق بالقاهرة سنة 1292.